# Citonice
Obec Citonice (německy Edmitz) se nachází v okrese Znojmo v Jihomoravském kraji. Žije zde 622 obyvatel.

## Historie
První písemná zmínka o obci pochází z roku 1252. Pošta zde byla založena 1. března 1932.
Jinak Edmitz, Chedomicz, Etmitz - od osobního jména Citoň.
První zmínky o obci jsou z roku 1252, kdy k Hradišti sv. Hypolita náleželo kromě jiných statků i zboží v Citonicích, v roce 1253 pak ještě lán v Citonicích náležel křižovníkům s červenou hvězdou. V roce 1287 jsou Citonice uváděny jako královská obec, když král Václav II. potvrdil privilegia královské kaple sv. Kateřiny ve Znojmě a kostelu sv. Michala,  kterému tehdy náležely mimo jiné i dva lány v královské vsi Citonicích. Když v roce 1348 potvrdil privilegia a statky královskému městu Znojmu král Karel IV., byly mezi nimi uvedeny Citonice, které v majetku města zůstaly.
Roku 1780 zde byla zřízena lokalie.
Z památek je nejvýznamnější barokní jednolodní kostel sv. Jana a Pavla stojící uprostřed vsi. Stavba byla vybudována v letech 1768-1769 a roce 1769 také vysvěcena, v roce 1824 byla přistavěna věž a roku 1870 sakristie. Zařízení kostela tvoří především rokokový oltář, nad nímž je zavěšený obraz patronů kostela, jehož rám nese dvojici letících andělů. Dále se zde nachází torzo bočního oltáře z téže doby s dřevořezbami andílků, klasicistní kazatelna a kamenná křtitelnice kalichového tvaru, na jejímž víku je sousoší Kristova křtu. Ve věži je zvon z roku 1847, který však byl již roku 1865 ve Znojmě přelit Štěpánem Guggem. Varhany byly koupeny r. 1860 za 580 zl.
Fara byla zřízena dne 10. dubna 1780, o jejím zřízení se však jednalo již od roku 1773. Před jejím zřízením spadaly Citonice pod farnost v Olbramovicích.
Na návsi se nachází socha sv. Jana Nepomuckého z roku 1783 umístěná na podstavci s reliéfy sv. Rodiny, Antonína z Padovy a Karla Boromejského, obklopená čtyřbokým kamenným zábradlím zdobeným rokaji.
Hřbitov byl rozšířen v letech 1835, 1861 a 1901, roku 1862 byl úplně opraven.
Škola v obci byla zřízena již 24. července 1779, školní budova vystavěna až r. 1789 a roku 1828 postavena nová škola a stará budova prodána.

## Současnost
V obci byl na přelomu tisíciletí vybudován veřejný vodovod a byla dokončena plynofikace celé obce. Žáci první až páté třídy navštěvují zdejší trojtřídní základní školu, starší děti dojíždějí do Znojma. V obci je také mateřská škola.
Pochází odtud folkový písničkář Záviš.

## Pamětihodnosti
- Kostel svatého Jana a Pavla na návsi
- Výklenková kaplička na kraji vesnice
- Socha svatého Jana Nepomuckého na návsi